# عاربان (الحيمة الخارجية)
عاربان هي إحدى قرى عزلة بني بجير بمديرية الحيمة الخارجية التابعة لمحافظة صنعاء، بلغ تعداد سكانها 157 نسمة حسب تعداد اليمن لعام 2004.